# Dabergotz
Dabergotz este o comună din landul Brandenburg, Germania.